# 郭亮县
郭亮县，中国旧县名。
湘鄂川黔苏区设。1934年由湖南省永顺县永顺河以西地区析置，治万坪。以纪念遭处决的郭亮得名。1935年撤销，仍并入永顺县。 